# 奇拉韦尼亚
奇拉韦尼亚（義大利語：Cilavegna），是意大利帕维亚省的一个市镇。总面积17平方公里，人口5638人，人口密度331.6人/平方公里（2009年）。国家统计（ISTAT）代码为018050。